# Đạo Thạnh
Đạo Thạnh là một phường thuộc tỉnh Đồng Tháp, Việt Nam.

## Địa lý
Phường Đạo Thạnh có vị trí địa lý:
- Phía đông giáp phường Mỹ Phong.
- Phía tây giáp phường Trung An.
- Phía nam giáp phường Mỹ Tho và Thới Sơn.
- Phía bắc giáp xã Châu Thành và Lương Hòa Lạc.

Phường Đạo Thạnh có diện tích 14,28 km², dân số năm 2025 là 73.370 người, mật độ dân số đạt 5.137 người/km².

## Lịch sử
Ngày 16 tháng 6 năm 2025, Ủy ban Thường vụ Quốc hội ban hành Nghị quyết số 1663/NQ-UBTVQH15 về việc sắp xếp các đơn vị hành chính cấp xã của tỉnh Đồng Tháp năm 2025. Theo đó, sắp xếp toàn bộ diện tích tự nhiên, quy mô dân số của Phường 4, Phường 5 (thành phố Mỹ Tho) và xã Đạo Thạnh thành phường mới có tên gọi là phường Đạo Thạnh.
Sau khi sáp nhập, phường Đạo Thạnh có 14,28 km² diện tích tự nhiên và dân số 73.370 người.

## Hình ảnh

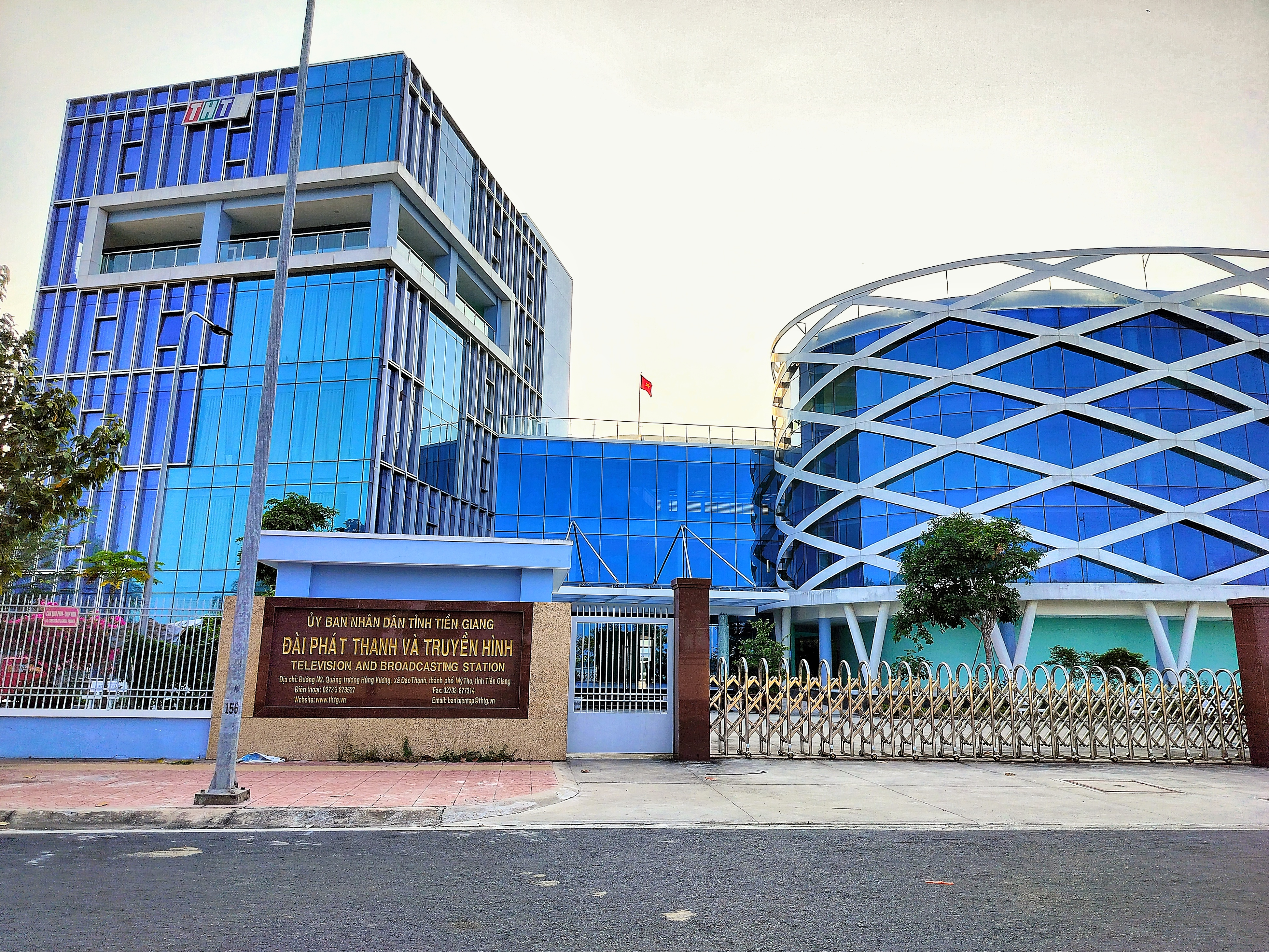
Trụ sở Đài Phát thanh - Truyền hình Tiền Giang.
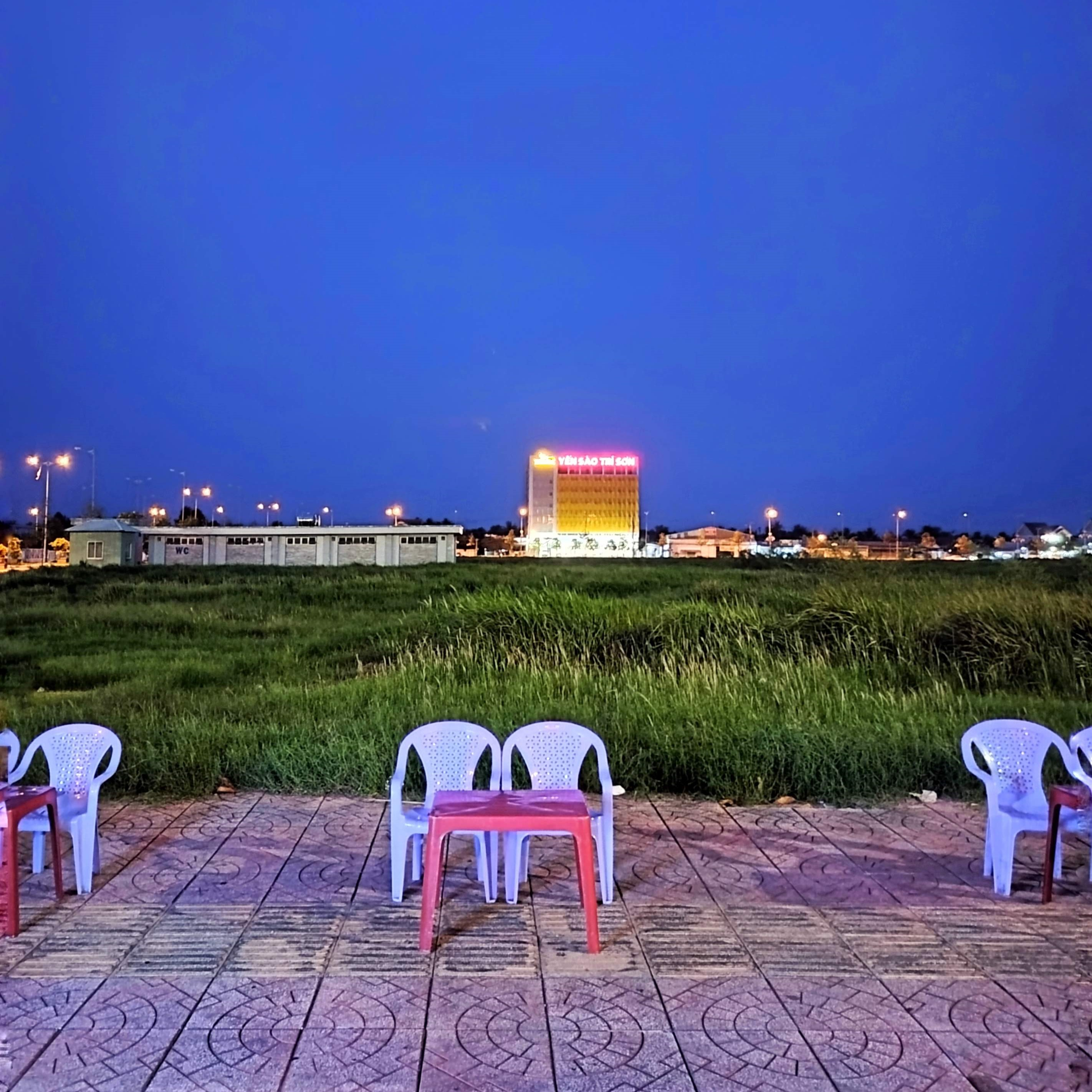
Một góc Quảng trường tỉnh Tiền Giang.